# هه
| C11 |

| C11 |

هه (همچنین به صورت ḥḥ, also Huh, Hah, Hauh, Huah, and Hehu)
شخصیت نامتناهی یا ابدی در اساطیر مصر بود. نام او در اصل به معنای «سیل» است و اشاره به هرج و مرج آبی که مصریان بر این باور بودند قبل از ایجاد جهان وجود داشته‌است. مصریان این هرج و مرج را در تقابل با جهان نامحدود و محدود بی نظیر تصور می‌کردند. همتای زن هه به هوهت معروف بود که به سادگی شکل زنانه نام وی است.
مانند سایر مفاهیم موجود در اگدود، شکل نر او اغلب به صورت قورباغه، یا انسان سر قورباغه ای و شکل ماده او به صورت مار یا انسان دارای سر مار، به تصویر کشیده می‌شد. سر قورباغه نماد باروری، خلقت و بازآفرینی بود، و دیگر مردان اگدود کک، آمون و نون نیز آن را در اختیار داشتند. نمادهای مشترک دیگر او را به صورت خمیده نشان می‌دهد که یک ساق کف دست در هر دست (یا فقط یک دست) دارد، گاهی اوقات با ساقه کف دست در موهای خود قرار دارد، زیرا ساقه‌های کف دست برای مصری‌ها عمر طولانی را نشان می‌دهد.
در تصویرهای این فرم نیز در قاعده هر ساقه کف دست یک حلقه وجود دارد که نشان دهنده بی‌نهایت است. تصاویر هه همچنین در هیروگلیف‌ها برای نشان دادن یک میلیون مورد استفاده قرار گرفته که اساساً در ریاضیات مصر باستان معادل بی‌نهایت تلقی می‌شد؛ بنابراین این خدای باستانی به عنوان «خدای میلیون‌ها سال» نیز شناخته می‌شود.

## فرم‌ها و شمایل نگاری

جنبه ای از هه، نگه داشتن یک جفت شاخه نخل

خدای هه معمولاً به صورت انسانی، مانند شخصیت هیروگلیف، به عنوان یک شخصیت مرد با ریش الهی و کلاه گیس دامنی به تصویر کشیده می‌شد. به‌طور معمول زانو زده (یک زانو بالا رفته)، گاهی اوقات در یک سبد - علامت «همه» قرار دارد. هه معمولاً در هر دست شاخه نخل بریده را نگه می‌دارد. (اینها در معابد برای نگهداری تشریفات استفاده می‌شدند، که استفاده از شاخه نخل را به عنوان نماد هیروگلیف برای «سال» توضیح می‌دهد). گاهی اوقات، شاخه نخل اضافی روی سر خدا می‌پوشند.
در عددشناسی مصر باستان، از خدایانی مانند هه برای نشان دادن اعداد در سیستم نقطه اعشاری استفاده می‌شده‌است. به‌طور خاص، تعداد ۱٬۰۰۰٬۰۰۰ در هیروگلیف، هه که در حالت نشسته طبیعی خود قرار دارد، به تصویر کشیده شده‌است.